# Ван Арле, Шейн
Шейн ван Арле (нидерл. Shane van Aarle; род. 2006) — нидерландский футболист, защитник клуба «Ювентус».

## Клубная карьера
Шейн начинал карьеру в академиях бельгийских клубов «Брюгге» и «Мускрон», а в 2022 году присоединился к юношеской команде «Эйндховена». Он дебютировал за этот клуб 9 декабря 2024 года, выйдя на замену в матче Эрестедивизи с командой «Йонг Утрехт». Всего в своём первом сезоне на взрослом уровне игрок принял участие в 18 играх в рамках второй лиги Нидерландов. Летом 2025 года состоялся трансфер Шейна в туринский «Ювентус».

## Карьера в сборной
Шейн представляет Нидерланды на юношеском уровне, однако благодаря корням матери может играть за национальную сборную Руанды. В 2024 году он начал выступления за юношескую сборную Нидерландов (до 19 лет). Год спустя в её составе защитник принял участие на юношеском чемпионате Европы. На этом турнире Шейн провёл 1 матч группового этапа против сборной Англии, а его команда в итоге стала чемпионом Европы.

## Достижения
Сборная Нидерландов (до 19 лет)
- Чемпион Европы (до 19 лет) (1): 2025